# Kleine platschelp
De Kleine platschelp is een tweekleppige uit de familie Tellinidae.
De schelp is dunschalig en langwerpig. De top ligt niet in het midden. De buitenkant heeft een zeer fijne, horizontale ribbelstructuur.

## Grootte
Lengte tot 10 mm, hoogte tot 6 mm.

## Kleur
Lichtgeel of oranje met vanuit de top stralende, verticale kleurbanden. Strandmateriaal is vaak verkleurd.

## Voorkomen
Fragmenten en kleppen zijn voornamelijk te vinden in fijn en licht schelpengruis. Op de Waddeneilanden is de soort vrij algemeen, in Zeeland op bepaalde plaatsen niet zeldzaam, maar in de rest van het land zeldzaam.